# New York World Building
 (septembre 2012).
Si vous disposez d'ouvrages ou d'articles de référence ou si vous connaissez des sites web de qualité traitant du thème abordé ici, merci de compléter l'article en donnant les références utiles à sa vérifiabilité et en les liant à la section « Notes et références ».
Le New York World Building était un gratte-ciel de New York. Il avait été imaginé par l'architecte George Browne Post et construit en 1890 pour abriter le siège d'un journal aujourd'hui disparu, le New York World.
À l'époque de sa création (en 1890), il était fréquent de voir des journaux faire construire des bâtiments à leur nom et, dans cette compétition acharnée, le New York World surpassa tous ses concurrents. En effet, avec une hauteur de 94 mètres, l'édifice fut le plus haut gratte-ciel au monde entre 1890 et 1894, avant d'être dépassé par le Manhattan Life Insurance Building qui culminait à 106 mètres. Cependant, sa taille, flèche comprise ne fut dépassée que par le Park Row Building construit en 1899.

## Architecture

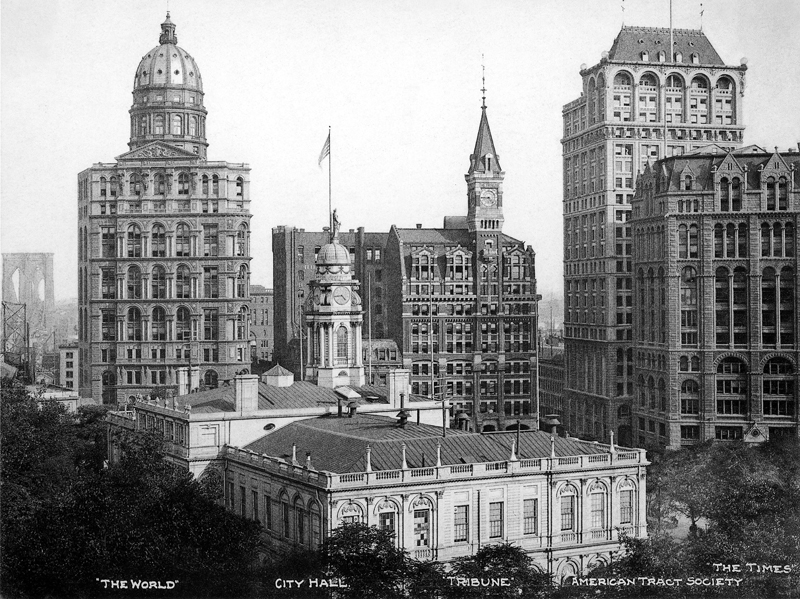
Le World Building en 1906 (à gauche)

La construction de l'édifice dura quatorze mois, entre le 10 octobre 1889 et le 10 décembre 1890. Il fut détruit en 1955 en raison de l'aménagement d'une nouvelle rampe d'accès au pont de Brooklyn. Il y a toujours un débat à l'heure actuelle quant au nombre d'étages que le building possédait ; certains avancent le nombre de vingt-six, alors que des recherches modernes parlent d'un nombre d'étages compris entre seize et dix-huit. 
Le New York World Building porta également le nom de Pulitzer Building, Joseph Pulitzer, fondateur du New York World, étant le commanditaire du gratte-ciel. Le bureau personnel de Pulitzer était situé au second niveau du dôme, de telle sorte que le magnat de la presse pouvait contempler tous les autres bâtiments alentour.
Le bâtiment fut en outre la première construction à dépasser la Trinity Church, haute de 86 mètres, qui dominait jusque-là le Sud de Manhattan.